# 重庆市域铁路
重庆市域铁路，简称市铁，为中华人民共和国重庆市于2018年市域铁路论坛提出的规划。

## 规划历史
中国铁路总公司人士毛秉仁于2018年评价称，重庆市域铁路规划里程为400公里，交通布局很科学，并称市域铁路是能坐到随到随走，公众化、大运量的运输方式。2020年，新华网透露重庆要规划市域铁路（都市快线）1320公里，并要将都市快线延伸到四川毗邻城市，推动成渝轨道互联。同年，推动成渝地区双城经济圈建设加强交通基础设施建设行动方案（2020—2022年）印发，提出大力推进市域（郊）铁路联通，要求加快建设璧铜线，建成通车江跳线，推进永川线、都市圈环线等项目前期工作。

### 市域铁路论坛
2018年，市域铁路论坛在重庆举办，该论坛称要推动市域铁路，高铁，城市轨道三铁合一。在该论坛上，何华武讲述了重庆铁路枢纽修编总图最突出的创新点是客运站及其衔接线路兼顾城际和市郊（域）列车客运作业。记者从该论坛考察活动获悉，重庆规划“半小时”铁路公交圈，已将21个区及两个经开区纳入研究范围。

## 主要项目
2018年，璧山区共青团公众号透露，重庆市域铁路规划含有成渝高铁、渝万城际铁路等既有铁路开行公交化列车，据2020年10月26日的上游新闻报道，重庆还有重庆市郊铁路又名“重庆都市快线”规划，该规划是重庆市都市区轨道交通组成部分，该规划中璧铜线被列入《加强交通基础设施建设行动方案（2020—2022年）》中的大力推进市域（郊）铁路联通，此外，江跳线、永川线、都市圈环线亦有被列入该方案中的大力推进市域郊铁路联通。

### 公交化列车
重庆市域铁路论坛提出了《重庆市利用铁路开行公交化列车的探索与思考》，据璧山区共青团委微信公众号报道，记者从该论坛得知，重庆提出计划分两期利用成渝高铁、渝万城际铁路等既有铁路开行公交化列车。

#### 运营中
已经开行的公交化列车为重庆北至重庆西公交化列车(重庆市域铁路）以及重庆北至复盛公交化列车，该公交化列车是由重庆市政府和中国铁路总公司共同批复的，是充分利用既有国铁干线、市域铁路和规划建设的城际铁路、有效完善重庆轨道交通线网体系的绿色环保铁路轨道交通。乘客可以在重庆西站购买中铁银通卡刷卡乘坐成渝客运专线、渝万城际铁路以及重庆西至重庆北公交化列车。2019年，重庆交通局还进行了公交化列车的预可行性研究招标，该招标要求研究市域铁路线网形态和布局，经比选确定方案；根据需求预测，分析列车开行方案。2020年，重庆交通局声称交通强国意见中含有开行重庆至成渝地区双城经济圈公交化列车，推动形成铁路公交网，以及完善重庆东站干线铁路、城际铁路、市域铁路、城市轨道间设施衔接，推动“四网”融合、无缝换乘、安检互认的要求。2020年12月24日起，乘客还可以使用铁路e卡通乘坐成渝高铁包括重庆北至重庆西公交化列车。2021年1月15日起，重庆北至复盛公交化列车所利用的渝万城际铁路可使用铁路e卡通乘车。

#### 建设中
建设中的公交化列车包括成渝铁路重庆至江津段改造。

### 重庆都市快线
据2020年10月26日的上游新闻报道，重庆还有重庆市郊铁路（又名“重庆都市快线”）规划，该规划是重庆市都市区轨道交通组成部分。根据《重庆大都市区轨道交通一体暨都市快线规划方案》，规划在重庆大都市区范围内构建“一纵两横九射”的都市快线网，线网全长764km。其中，9条放射线（S1至S9号线，全长610km），串联城市发展新区的所有城区，共进入主城区铁路枢纽环线后，合并为“一纵两横”，即3条都市穿心线（R1至R3号线，全长154km），串联江北机场、重庆北站、重庆西站、重庆东站和重庆站等重要对外交通枢纽及观音桥、杨家坪等城市中心和副中心。

#### 运营中
江跳线
从事重庆市域郊铁路建设的重庆铁路集团官网中江跳线亦被列入上游新闻的报道。
江跳线采用双流制车辆，目前每日定班开行两对贯通车往返圣泉寺站和重庆轨道交通5号线的石桥铺站，未来还将与重庆轨道交通18号线贯通运营。
璧铜线
璧铜线被列入《加强交通基础设施建设行动方案（2020—2022年）》中的大力推进市域（郊）铁路联通。上游新闻报道的规划当中，璧铜线又被新华网称为重庆市域快线，该线为重庆的市铁、地铁以及高铁“三铁融合”的示范线。璧铜线将与27号线贯通运营。

#### 规划中
合大线
上游新闻的报道的规划当中，合大线被列入从事重庆市域郊铁路建设的重庆铁路集团重点项目。

### 成渝地区双城经济圈市域（郊）铁路
2021年12月10日，国家发展改革委批复《成渝地区双城经济圈多层次轨道交通规划》，包括4条新增的市域（郊）铁路。

#### 建设中
重庆中心城区至永川线
由重庆轨道交通26号线延伸，自重庆中心城区经璧山至永川区，途径规划中的重庆新机场，全长68.7千米，远期规划延伸至荣昌。

#### 规划中
重庆中心城区至南川线
由重庆轨道交通27号线延伸，自重庆东站引出，经二圣、黎香湖、大观，至南川城区，全长75千米，远期规划建设支线至金佛山。
璧山至大足
自重庆市郊铁路璧铜线璧山（黛山大道站）引出，经璧山、铜梁至大足，全长56千米。
重庆中心城区至綦江（万盛）
由重庆轨道交通28号线延伸，自重庆中心城区经綦江至万盛，全长79千米。

## 建设单位
璧铜线的负责单位为重庆铁路集团有限公司，该公司为专业从事市域铁路、市域快轨（市郊铁路、城轨快线）投资、建设和运营管理的市属国有重点骨干企业，该公司亦有负责上游新闻报道的江跳线、2020年10月26日上游新闻透露的规划中的合大线等。